# Inline hokej
Inline hokej ali hokej na rolerjih je različica hokeja, ki se igra na trdi, gladki podlagi. Igralci za premikanje uporabljajo rolerje, s hokejsko palico pa streljajo trd, plastičen plošček v nasprotnikov gol, da dosežejo točke. Na drsališču je naenkrat pet igralcev, vključno z vratarjem iz vsake ekipe, medtem ko ekipe običajno sestavlja 16 igralcev.
Inline hokej je zelo hitra in samostojna igra. Šteje se za kontaktni šport, vendar je udarjanje telesa ob telo prepovedano. Obstajajo pa izjeme, kot tiste pri NRHL, ki vključuje boj. V nasprotju s hokejem na ledu pri inline hokeju ni modrih linij ali obrambnih con. To pomeni, da v skladu z večino pravili med igro ne sme priti do prepovedanega položaja (ang. offside) ali prepovedanega dolgega strela ( ang. icing). To skupaj z manj igralci na drsališču omogoča hitrejše igranje igre. Tradicionalno obstajata dva 20-minutna obdobja ali štiri 10-minutna obdobja z ustavljeno uro.
V ZDA je najvišji organ, ki upravljanja ta šport ZDA Roller Sports (USARS). USARS je zaslužen za razvoj današnjih pravil in predpisov, ki se uporabljajo v več turnirskih serijah. USARS organizira turnirje po ZDA, vendar niso edini ponudnik turnirjev. Nekateri drugi neodvisni ponudniki turnirjev vključujejo Amatersko atletsko zvezo, Severnoameriško prvenstvo v valjih in serijo turnirjev Torhs 2 Hot 4 Ice.
Mednarodno, inline hokej zastopata dva različna sindikata, World Skate in Mednarodna hokejska liha (IHL). Vsak od njih pa tudi organizira svoje letno svetovno prvenstvo.